# Поцочераволо (Напуљ)
Поцочераволо је насеље у Италији у округу Напуљ, региону Кампанија.
Према процени из 2011. у насељу је живело 165 становника. Насеље се налази на надморској висини од 51 м.